# Арън Пол
Aрън Пол (на английски: Aaron Paul) (роден на 27 август 1979 г.) е американски актьор. Най-известен е с ролята си на Джеси Пинкман в сериала „В обувките на Сатаната“, за която печели две награди „Еми“ за Най-добър поддържащ актьор. От 2014 г. Пол озвучава Тод в хитовия анимационен сериал на Netflix, „Боджак Хорсман“.

## Личен живот
На 1 януари 2012 г. се сгодява за Лорън Корин Парсекиан в Париж. Двамата се женят на 26 май 2013 г. През септември 2017 г. обявяват, че очакват първото си дете.

## Избрана филмография

### Филми
- 2006 – „Мисията невъзможна 3“
- 2009 – „Последната къща вляво“
- 2014 – „Жажда за скорост“
- 2014 – „Голямото скачане“
- 2014 – „Изход: Богове и царе“ („Exodus: Gods and Kings“) като Исус Навин
- 2015 – „Война на дронове“ („Eye in the Sky“) като Стийв Уатс
- 2016 – „Код: 999“ („Triple 9“) като Гейб Уелч
- 2016 – „Агент и 1/2“ („Central Intelligence“) като Фил
- 2016 – „Деветият живот на Луи Дракс“ („The 9th Life of Louis Drax“) като Питър Дракс

### Телевизия
- 1999 – „Бевърли Хилс, 90210“
- 1999 – „Мелроуз Плейс“
- 1999 – „Палавата Сюзън“
- 1999 – „На гости на третата планета“
- 2001 – „Отделът“
- 2001 – „Закрилникът“
- 2001 – „Досиетата Х“
- 2001 – 2002 – „Съдия Ейми“
- 2002 – „Полицейско управление Ню Йорк“
- 2002 – „От местопрестъплението“
- 2002 – „Хищни птици“
- 2003 – „Спешно отделение“
- 2003 – „От местопрестъплението: Маями“
- 2003 – „Пътеводна светлина“
- 2003 – „Докладът Заплахата“
- 2005 – „Вероника Марс“
- 2005 – „Джоун“
- 2005 – „Пойнт Плезънт“
- 2005 – „Престъпни намерения“
- 2006 – „Кости“
- 2006 – „Шепот от отвъдното“
- 2006–2011 – „Голяма любов“
- 2008 – 2013 – „В обувките на Сатаната“
- 2014 – понастоящем – „Боджак Хорсман“ (глас)
- 2016 – 2018 – „Пътят“
- 2022 – „Обадете се на Сол“